# Vladimir Skujbin
Vladimir Skujbin (russisk: Влади́мир Никола́евич Скуйби́н) (født 3. juni 1929 i Moskva i det Sovjetunionen, død 15. november 1963 i Moskva i Sovjetunionen) var en sovjetisk filminstruktør.

## Filmografi
- Zjestokost (Жестокость, 1959)[1][2]